# Gaofeng (socken i Kina, lat 31,44, long 106,98)
Gaofeng (kinesiska: 高峰乡, 高峰) är en socken i Kina. Den ligger i provinsen Sichuan, i den sydvästra delen av landet, omkring 290 kilometer öster om provinshuvudstaden Chengdu.
Genomsnittlig årsnederbörd är 1 699 millimeter. Den regnigaste månaden är september, med i genomsnitt 337 mm nederbörd, och den torraste är december, med 12 mm nederbörd.